# 俄羅斯的埃琳娜·弗拉基米羅芙娜女大公
埃琳娜·弗拉基米洛芙娜（俄語：Елена Владимировна，1882年1月29日—1957年3月13日），俄罗斯帝国女大公和希腊王国的王妃。
埃琳娜是俄罗斯沙皇亚历山大二世的孙女和父母的独生女。她的妈妈玛丽是当时俄罗斯有名的社交名媛，從小过着奢華的生活。她有一位英国保姆，母语是英文。年幼的她被指脾气暴躁和易怒，长大后也因此不受宫廷一些人喜爱。
她的婚姻对象包括馬克西米連·馮·巴登和弗朗茨·斐迪南大公，但最后却和希腊国王乔治一世的三儿子尼古拉奧斯在1902年结婚。他们有三名女儿，其中幼女马里纳是最後一位嫁入英國皇室的外國公主。